# Erosión y sedimentación eólica

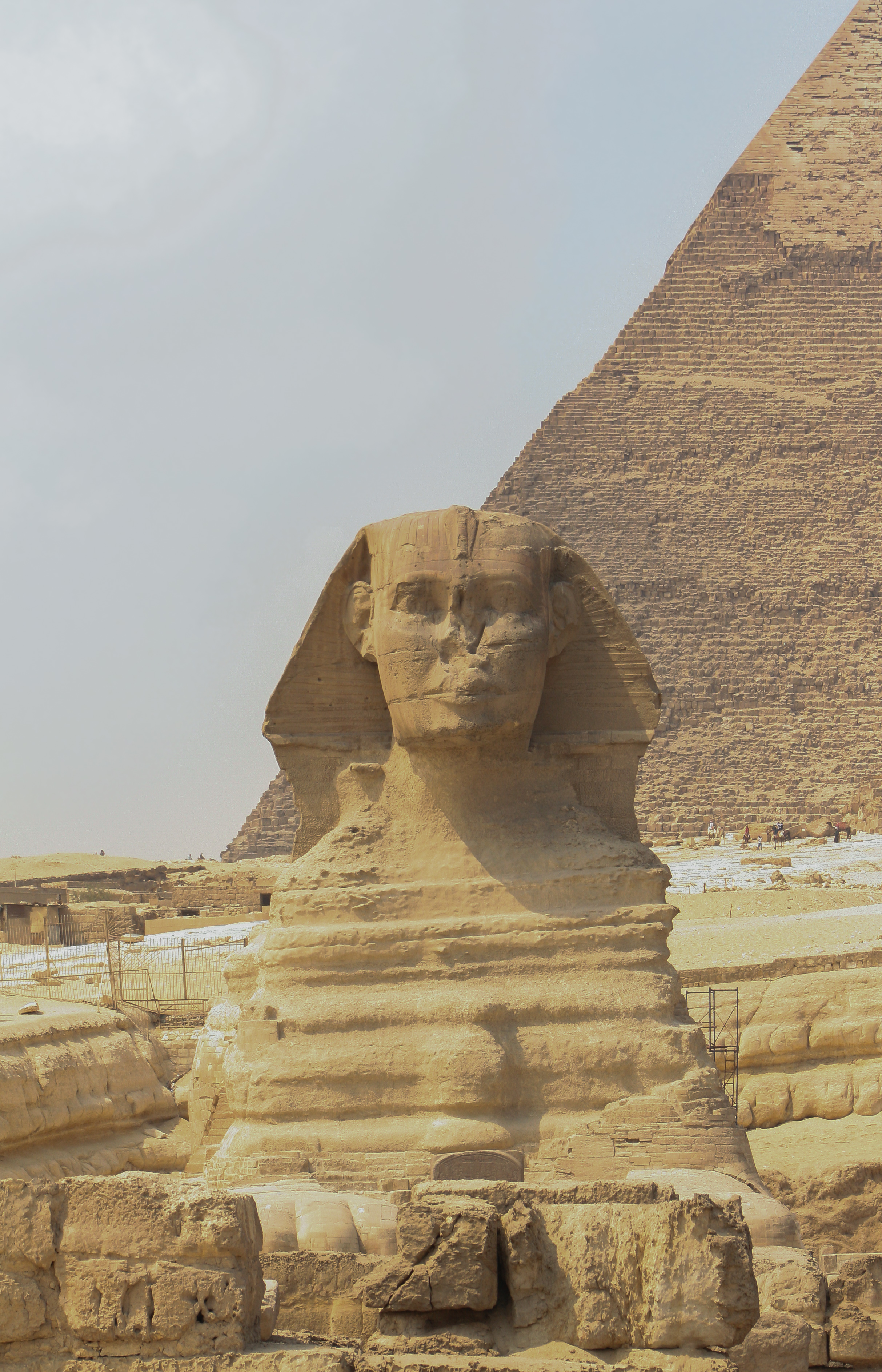
Erosión eólica visible en la Esfinge de Guiza (Egipto), un monumento esculpido en la roca existente en el lugar constituida por estratos casi horizontales de arenisca.

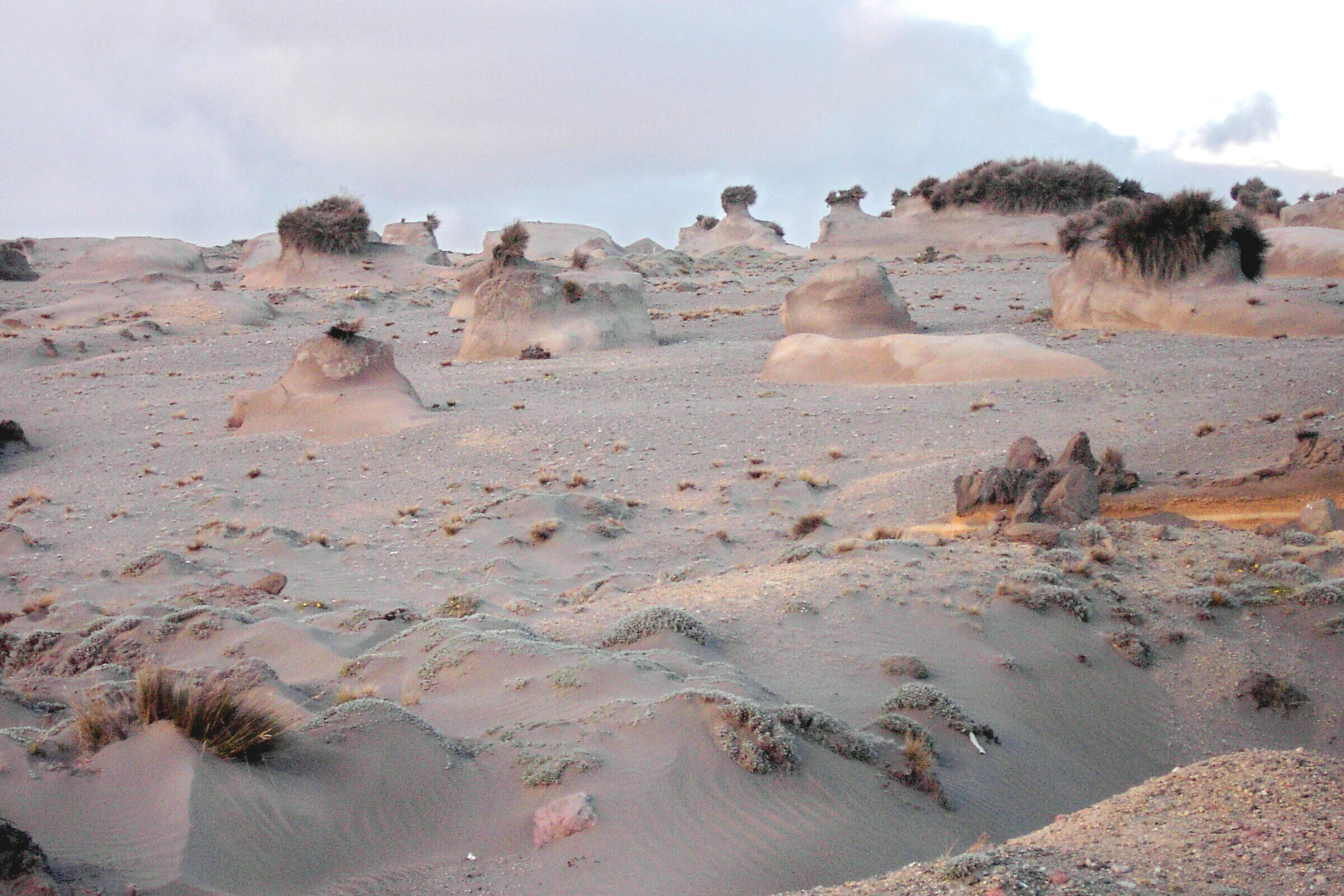
Páramos de las faldas del Chimborazo, Ecuador, mostrando una severa erosión eólica.

La erosión eólica es el desgaste de las rocas o la remoción del suelo debido a la acción del viento. El viento es un agente de modelado del relieve que puede acarrear grandes cantidades de polvo a través del mundo, pero los granos de arena solo pueden ser transportados a distancias relativamente cortas. El cuarzo es el mineral más abundante en las partículas de arena; normalmente es resistente a la meteorización química, a la disolución y a la abrasión.
La arena se encuentra distribuida por toda la superficie terrestre, pero particularmente en los desiertos, las costas, estuarios de ríos y espacios que han registrado glaciaciones. Parece que el agua pudo haber sido el agente original que ocasionó la concentración de las potentes masas de arena de los desiertos. El viento sería el agente de redistribución y la génesis de un amplio muestrario de formas sedimentarias. Muchos de los grandes depósitos, especialmente los llamados mares de arena o ergs, parecen ser el resultado de una importante actividad fluvial durante el Cuaternario.

## Definición y entorno
Los procesos eólicos son aquellos procesos de erosión, transporte y deposición de sedimentos que son causados por el viento en la superficie terrestre o cerca de ella. Los depósitos de sedimentos producidos por la acción del viento y las estructuras sedimentarias características de estos depósitos también se describen como eólicos.
Los procesos eólicos son más importantes en zonas donde hay poca o ninguna vegetación. Sin embargo, los depósitos eólicos no se limitan a climas áridos. También se observan a lo largo de las costas; a lo largo de los cursos de los arroyos en climas semiáridos; en zonas de amplia arena meteorizada procedente de afloramientos de arenisca débilmente cementada; y en zonas de  afloramiento glaciar.
El Loess, que es limo depositado por el viento, es común en climas húmedos a subhúmedos. Gran parte de América del Norte y Europa están cubiertas por arena y loess del Pleistoceno procedentes de las coladas glaciares.
Los valles fluviales de las regiones semiáridas suelen estar cubiertos de arena y dunas a sotavento. Algunos ejemplos en Norteamérica son los ríos Platte, Arkansas y Misuri.

## El viento como agente de erosión

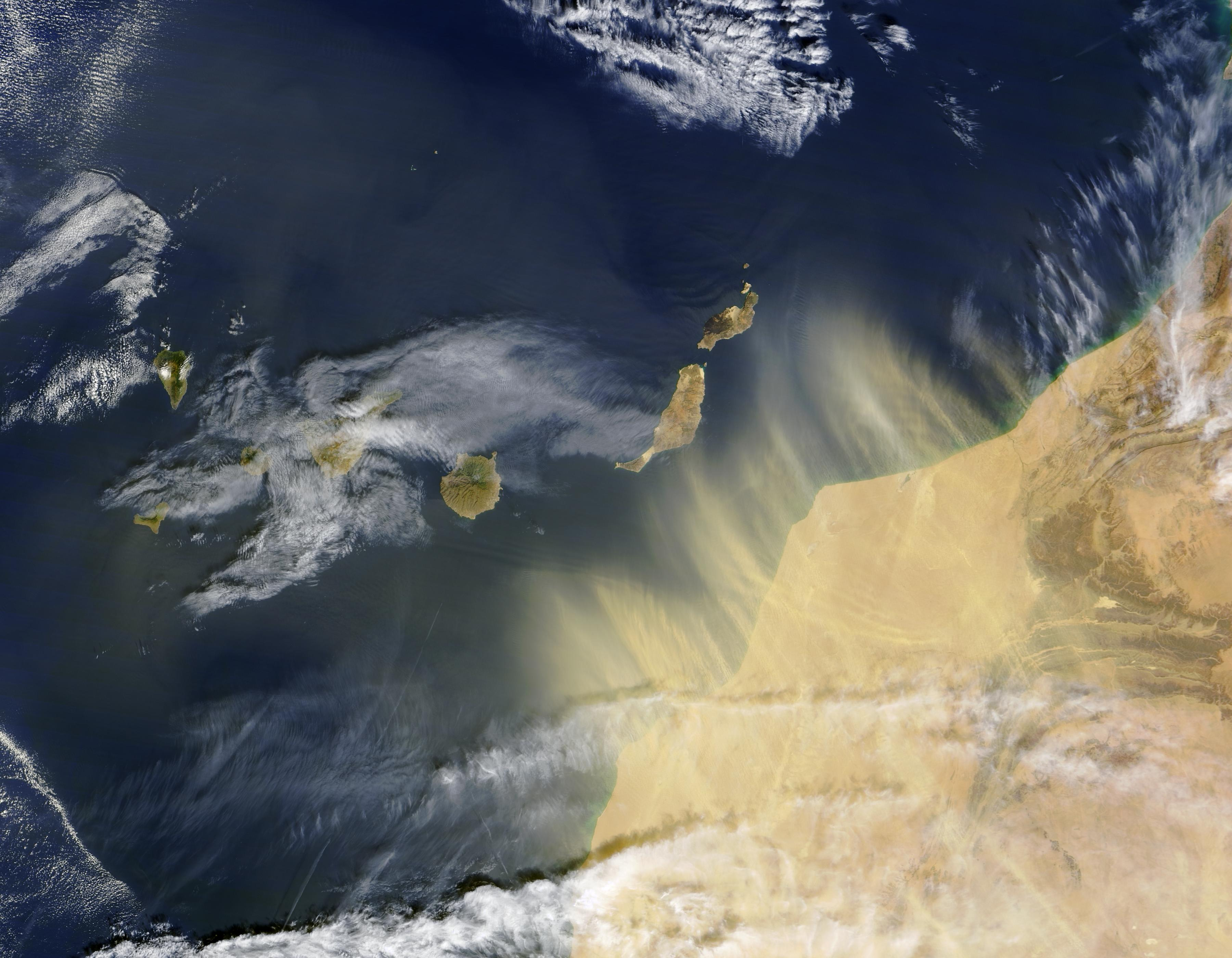
Nubes de arena proveniente del desierto del Sahara sobre las Islas Canarias, efecto conocido como polvo en suspensión, calima o calina. En el Sahara, las ráfagas huracanadas que desplazan las tormentas de arena se deben al viento siroco. Imagen de la NASA, 17.02.2004.

El viento es un eficaz agente de erosión de materiales finos y sueltos, capaz de arrancar, levantar y transportar partículas, y su capacidad para erosionar rocas compactas más duras depende en gran parte de la velocidad del viento y de la mayor o menor compactación de esas rocas de la superficie terrestre. Aunque la velocidad determina la capacidad del viento para erosionar y arrastrar partículas, también influye el carácter de los materiales, la topografía del terreno, la eficacia protectora de la vegetación, etc. En el caso del Sahara, el viento puede alcanzar velocidades huracanadas, que pueden ocasionar una acción erosiva considerable, teniendo en cuenta las características de la escala de Mohs: un mineral o roca de una dureza de 7 puntos (como el cuarzo) puede rayar a otros minerales que tengan esa mima dureza o menor. En esa idea se basa la técnica del arenado (sandblasting en inglés), esencial en la industria petrolera.
En el fenómeno de erosión eólica, es determinante la superficie sobre la que actúa el viento. Su alteración no se limita a puntos o áreas limitadas como ocurre con la erosión hídrica; la acción del viento se ejerce sobre la totalidad de la superficie. En espacios amplios, la erosión produce a menudo excavaciones de depresiones poco profundas llamadas hoyas, cuencas o depresiones de deflación. Se originan en áreas más o menos llanas y desprovistas de vegetación en donde el suelo está expuesto a la acción del viento. Las partículas finas (arcillas y limos) son levantadas por corrientes verticales que sobrepasan las velocidades de decantación; el polvo se difunde en la atmósfera hasta alturas que van desde pocos metros a varios miles. La altura depende de la intensidad de la turbulencia del viento, de su duración y del tamaño de las partículas. Como resultado, puede producirse una densa nube, llamada tormenta de polvo.

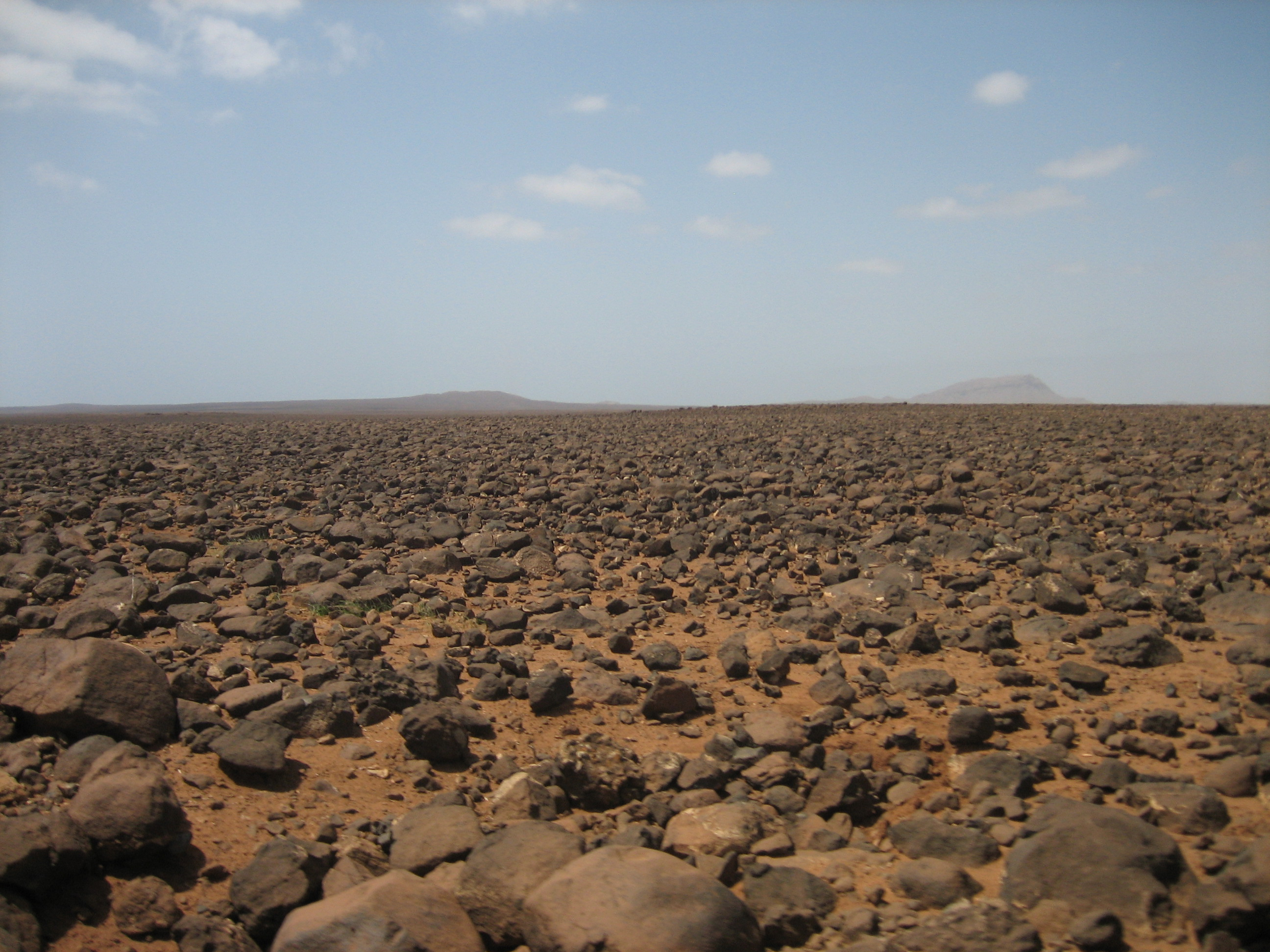
Desierto pedegroso o hamada en la Isla de Boa Vista, (Cabo Verde).

El carácter selectivo de la erosión eólica al tomar partículas finas y dejar gravas y cantos, demasiado grandes para su transporte, origina el denominado desierto de piedras o hamada. Estas altiplanicies tapizadas de fragmentos rocosos en donde el material fino ha sido, prácticamente, eliminado por el viento, y en donde la acción de la termoclastia es muy activa, presentan, en ocasiones, vastísimos desarrollos como en la «Hamada de Guir» en Marruecos-Argelia y «Hamada al Hamrah» en Libia. 
Las superficies expuestas de los cantos y afloramientos del substrato rocoso pueden presentar una película de tonalidad casi negra llamada barniz desértico. Está formado por un recubrimiento de óxido de manganeso o de hierro, llevado a la superficie por solución (capilaridad) y depositado como una lustrosa película sobre las superficies lisas por evaporación. En algunos lugares, la evaporación de la humedad capilar deja tras sí un depósito de carbonato de calcio o yeso que actúa como cemento, endureciendo el pavimento y convirtiéndolo en una coraza de aspecto conglomerático.
Otra forma de erosión del viento es la conocida como abrasión o corrosión eólica, en la que granos o partículas minerales duras, normalmente cuarzo, golpean o arañan las superficies rocosas y los obstáculos que afloran. Esta acción del viento cargado de partículas sólidas se limita a las primeras decenas de centímetros banales de un acantilado, colina u otro afloramiento que destaque sobre un plano más o menos horizontal. La corrosión origina orificios, acanaladuras y entalladuras en las rocas; si la masa rocosa destaca sobre un llano, puede ser erosionado por la base y adoptar la forma de una seta, por lo que se denominan roquelis, rollerous (en alemán) rocas fungiformes. 
Allí donde existe una alternancia de estratos blandos y duros, la acción del viento es altamente selectiva; las zonas menos resistentes son desgastadas más rápidamente que las duras, las cuales acaban por resaltar vigorosamente a modo de salientes y cornisas con profundas y largas acanaladuras o pasadizos, alineados paralelamente según la dirección del viento. A este modelado esculpido en crestas y pasillos socavados se les da el nombre de yardangs. En aquellas áreas con bloques y cantos poco consolidados o aislados, el viento los bisela del lado de donde sopla tallando una superficie pulimentada; si la dirección del viento cambia o el canto es removido, puede ser tallado en varias caras separadas por aristas. A tales cantos se les denomina ventifactos; cuando se modelan de modo bastante perfecto con caras que se cortan en tres bordes agudos reciben el nombre de dreikanters.

## El transporte de sedimentos por el viento

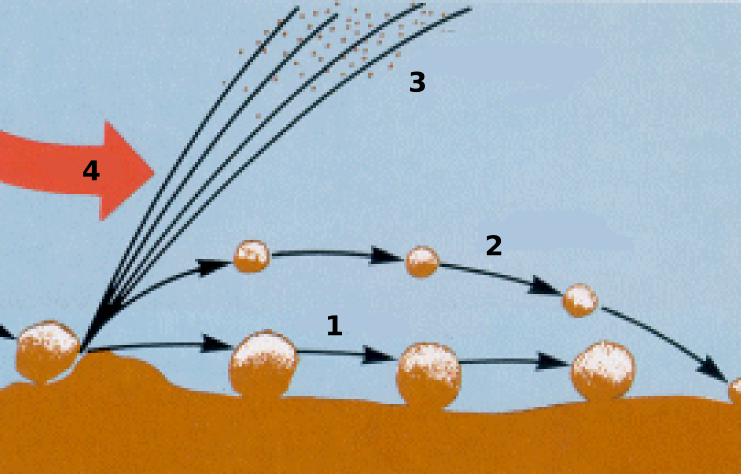
Mecanismos de transporte eólico: 1.- rodadura y deslizamiento, 2.- saltación, 3.- suspensión (4.- dirección del viento).

El viento desplaza las partículas sueltas, básicamente, según los mismos mecanismos que las escorrentías hídricas, en función del tamaño del grano y de la velocidad del fluido. Los granos de arena viajan a favor del viento, permaneciendo cerca de la superficie, separándose gradualmente de las partículas más gruesas que pesan demasiado para que el viento las desplace lejos. De este modo se origina una masa característica de sedimentos conocida como arena eólica o arena de duna, cuyas partículas tienen un diámetro entre 0,1 y 1 mm, compuesta en su mayor parte por cuarzo, por ser el mineral cuya dureza y resistencia química lo convierten en el más duradero de los materiales que contienen las rocas. Los granos de cuarzo transportados por el viento ofrecen formas redondeadas y sus superficies están cubiertas de microscópicas fracturas por el impacto de unos granos contra otros.
Las partículas más gruesas son transportadas por rodadura, reptación y deslizamiento sobre la superficie; los granos de arena son capaces de viajar por saltación elevándose hasta alturas de 2 o 3 metros en algunos casos. Las partículas finas (limos y arcillas) pueden desplazarse en suspensión y ser elevadas a grandes alturas por las corrientes ascendentes, tan frecuentes en las regiones cálidas. 
Saltación y suspensión son los mecanismos más importantes del transporte eólico. Las partículas realizan saltos a favor del viento; tras el impacto con granos en la superficie, pueden rebotar de nuevo y elevarse. De este modo, el viento transfiere energía cinética al grano, el cual, al chocar con la superficie de arena, disloca otras partículas y puede proyectarlas al aire. Las partículas de limo y arcilla pueden permanecer en suspensión con viento turbulento, e incluso casi indefinidamente para los granos muy pequeños. Las grandes tormentas de arena elevan partículas hasta 250 metros de altura y avanzan con velocidades que pueden llegar a alcanzar los 200 m/s. Se ha estimado que entre 500 y 1000 millones de toneladas de polvo son transportadas desde todas las fuentes cada año. Algunas de las más potentes tormentas de polvo del Sahara, alcanzan a los países meridionales de Europa e incluso llegan a las costas orientales de América del Sur, cruzando el océano Atlántico. 

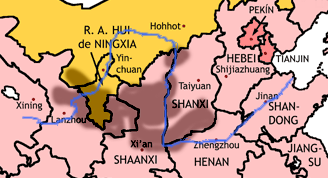
Mapa de la meseta de loess del río Amarillo (China).

Otros cálculos estiman que en 1 km³ de aire pueden viajar, en suspensión, unas 900 toneladas de polvo. Teniendo esto en cuenta, una tempestad de polvo de 500 km de diámetro podría transportar más de 90 x 106 tm de polvo, suficiente como para construir una colina de 3 km de base y 30 m de altura. El transporte de sedimentos por el viento es realizado por rodadura, reptación, deslizamiento, saltación y suspensión. Los granos gruesos lo hacen por los tres primeros mecanismos citados, los de tamaño medio por saltación y los más finos por suspensión.
El viento es también, al menos en parte, responsable de la formación de un depósito amarillento, homogéneo, de grano fino y sin estratificar: el loess. La mayor parte de las opiniones están de acuerdo en que su génesis es debida a las nubes de polvo que fueron dispersadas a partir de los depósitos glaciares y fluvioglaciares, por los vientos fuertes anticiclónicos que soplaban desde las vastas capas de hielo continentales del Pleistoceno. Se cree que los potentes depósitos de loess de Europa central, Rusia, China, Estados Unidos, Argentina, Nueva Zelanda y otros lugares, fueron sedimentados, prioritariamente, en épocas interglaciares o postglaciares, bajo condiciones climáticas más secas y frías que las existentes hoy. En China, por ejemplo, la extensa superficie de loess, alrededor de 750.000 km², tiene un espesor de más de 250 m y sus capas basales fueron depositadas hace unos 2,4 millones de años, de acuerdo con mediciones paleomagnéticas.
El tamaño de las partículas de loess es mayoritariamente el de los limos, entre 4 y 60 micras de diámetro, a pesar de que entre un 5 y 30 %, pueden ser partículas del tamaño de la arcilla. Los suelos procedentes de este tipo de depósito son de alta calidad y suelen producir excelentes cosechas.

Una nube de polvo africano proveniente del desierto del Sahara que cruza el Atlántico y llega hasta el Caribe. Fuente:NASA.

### Tormentas de polvo
Las tormentas de polvo son tormentas de viento que arrastran suficiente polvo como para reducir la visibilidad a menos de 1 kilómetro La mayoría se producen a escala sinóptica (regional), debido a los fuertes vientos que soplan a lo largo de los frentes meteorológicos, o localmente por las ráfagas descendentes de las tormentas eléctricas.
Las tormentas de polvo afectan a los cultivos, a las personas e incluso al clima. En la Tierra, el polvo puede atravesar océanos enteros, como ocurre con el polvo del Sáhara que llega a la cuenca del Amazonas.  En Marte, las tormentas de polvo envuelven periódicamente todo el planeta. Cuando la nave espacial Mariner 9 entró en su órbita alrededor de Marte en 1971, una tormenta de polvo que duró un mes cubrió todo el planeta, lo que retrasó la tarea de cartografiar fotográficamente la superficie del planeta.
La mayor parte del polvo arrastrado por las tormentas de polvo se presenta en forma de partículas de tamaño limo. Los depósitos de este limo arrastrado por el viento se conocen como loess. El depósito de loess más grueso que se conoce, de hasta 350 metros, se encuentra en la meseta de Loess, en China. Este mismo polvo asiático es arrastrado por el viento miles de kilómetros, formando lechos profundos en lugares tan lejanos como Hawái. El loess de Peoria, en Norteamérica, tiene un espesor de hasta 40 metros en algunas zonas del oeste de Iowa. Los suelos desarrollados sobre el loess suelen ser muy productivos para la agricultura.
Los pequeños torbellinos, llamados diablos de polvo, son comunes en las tierras áridas y se cree que están relacionados con un calentamiento local muy intenso del aire que provoca inestabilidades de la masa de aire. Los remolinos de polvo pueden alcanzar hasta un kilómetro de altura. En Marte se han observado remolinos de polvo de hasta 10 kilómetros de altura, aunque esto es poco común.

## Sedimentación eólica
La sedimentación y las construcciones dunares correlativas son las que expresan más comúnmente la morfogénesis del viento en los dominios áridos y sectores costeros, por la extensión de los espacios que recubren, por la diversidad de tipos y por las considerables dimensiones que alcanzan en ocasiones. Los depósitos de arena se suelen clasificar, por su tamaño, en tres tipos:

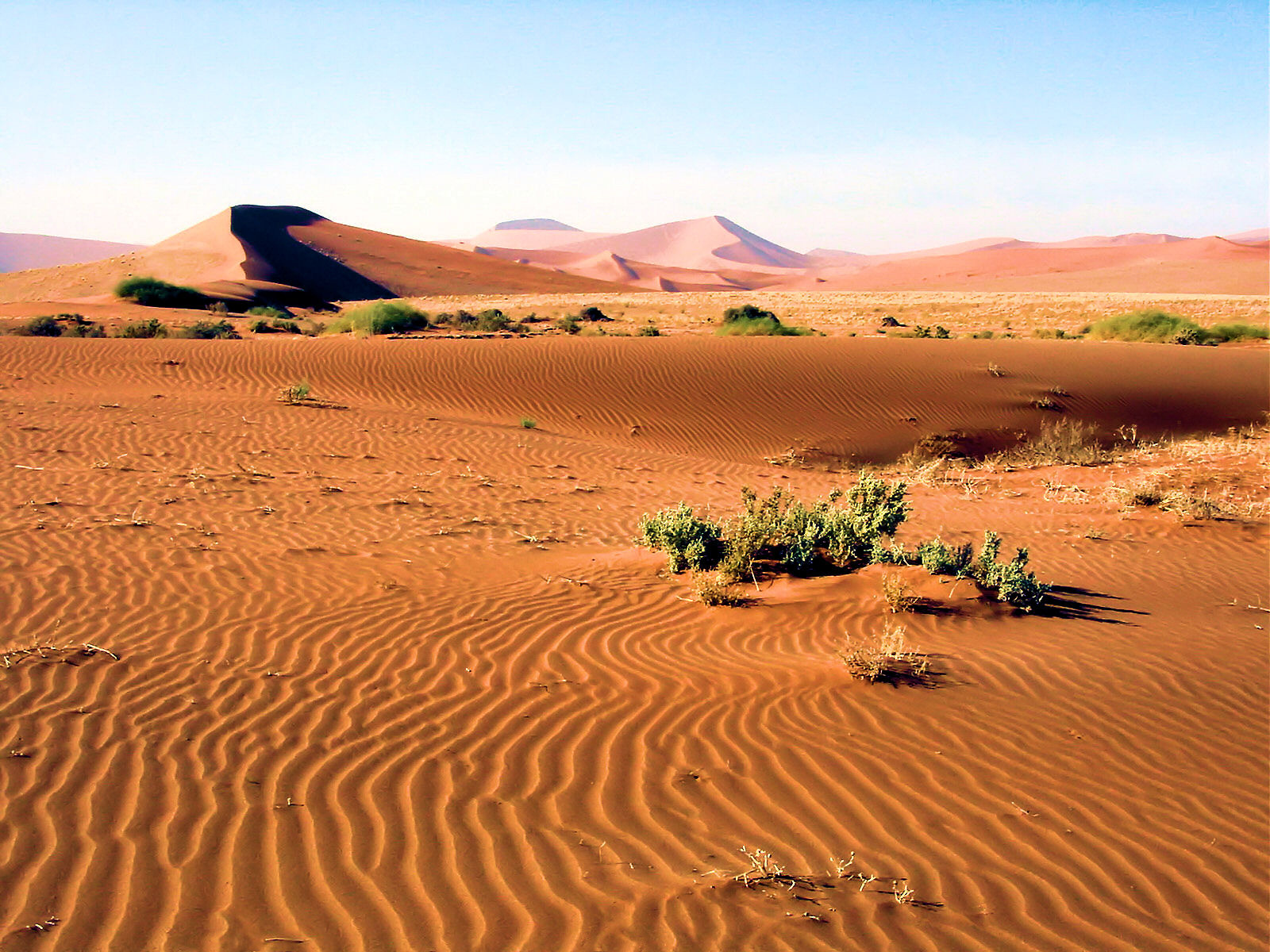
Ripples (en primer término) en el desierto del Namib-Naukluft, África.

- Ripples, acumulaciones espaciadas entre 5 cm y 2 m, con alturas de 0,1 a 5 centímetros.
- Dunas, pueden estar separadas entre 3 y 600 m y presentar alturas entre 0,1 y 15 metros.
- Megadunas, estos grandes depósitos pueden registrar separaciones de 300 m hasta 3 km y alturas de 20 a más de 400 m.

Las diferencias entre estas tres clases de formas eólicas se deben a los balances entre los mecanismos de transporte y deposición.
Los ripples son rizaduras producidas en sedimentos sin consolidar análogas a las que ser forman bajo el agua, pero con crestas algo más agudas. Estas rizaduras, formadas por saltación de las partículas, son comunes en todas las superficies de arena. 
Los procesos para la formación de ripples están relacionados con la interacción dinámica entre el flujo del viento y el movimiento de sedimentación. El inicio suele producirse al azar, con la presencia de un pequeño obstáculo en la superficie, un segmento de arena mojada o una variación local del tamaño del sedimento o de la velocidad del viento; el resultado es la aparición de pequeños montículos de arena. Estos montículos presentan una cara a barlovento que registra la mayor parte de los impactos de las partículas, mientras que la cara opuesta, la de sotavento, es la que recibe los granos por saltación. Los granos más gruesos tienden a acumularse en la cresta, mientras que el material más fino se deposita en las concavidades entre crestas. 
Son, sin embargo, las construcciones dunares las que expresan más comúnmente las morfogénesis del viento, por la extensión de los espacios que recubren, por la diversidad de formas y por las considerables dimensiones que alcanzan en ocasiones. Las dunas pueden presentar una fascinante variedad de modelos dependiendo de factores como:
- Suministro de arena.
- Velocidad del viento.
- Variabilidad en la dirección del viento.
- Características de la superficie por la que se desplaza la arena.

### Tipos de duna

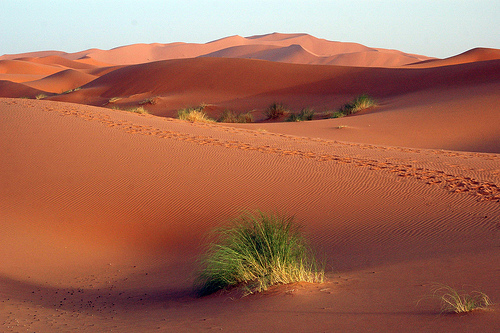
ErgChebbi en Marruecos.

Las variedades más frecuentes de dunas son las transversales, barjanes, longitudinales y parabólicas. Todas se desplazan unos 15 m/año, en los grandes desiertos, extensas áreas están completamente cubiertas de arena, se les conoce como mares de arena o ergs. los más extensos se hallan en África (Sahara), Arabia Saudí y Australia.
Los campos de dunas de los desiertos son los más importantes conjuntos de modelado eólico de la superficie terrestre, se extienden sobre centenares de kilómetros. Muchos campos están compuestos por grandes y complejas construcciones dunares, como los aklés del Sahara o de Arabia Saudí. Son grandes acumulaciones de arena modeladas en formas irregulares, anárquicas y sin ningún alineamiento sistemático.